# Państwo Syagriusza
Państwo Syagriusza (łac. Regnum Syagrii, Lorem Suessionensis) – terytorium ze stolicą w Soissons, będące sukcesorem diecezji galijskiej Cesarstwa rzymskiego i zarządzane przez przedstawiciela rzymskiej administracji Syagriusza (Sjagriusza), także przez kilka lat po upadku samej władzy cesarskiej w Rawennie. Obejmowało obszar między Loarą, Sommą, Bretanią, a Mozą.

## Historia

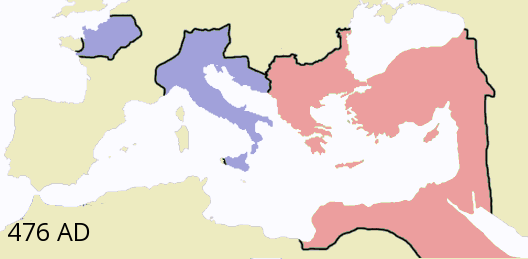
Zasięg terytorialny Cesarstwa w 476 roku

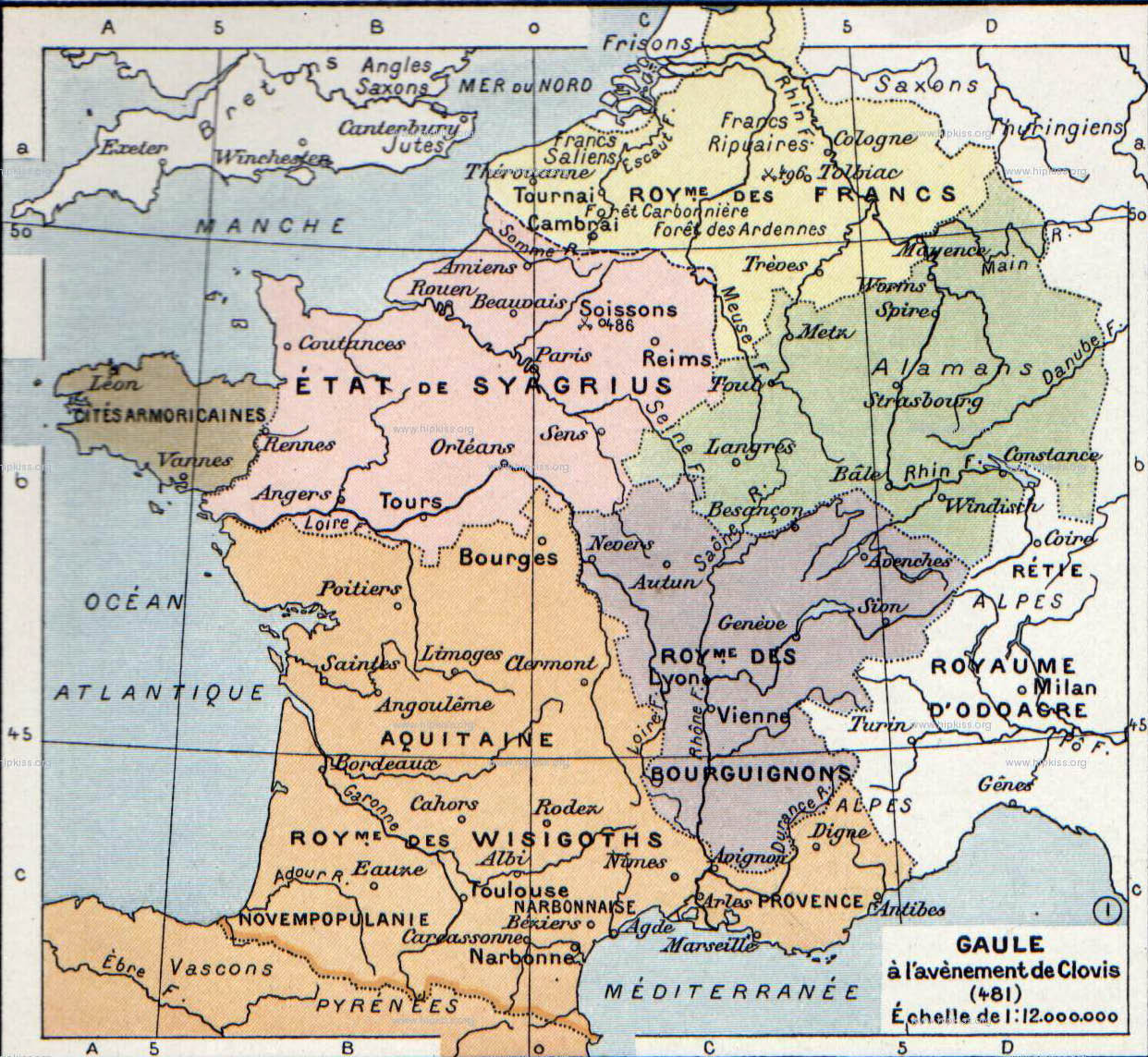
Ziemie francuskie w 481 roku

Cesarz Majorian nadał Egidiuszowi w późnych latach 50. V wieku tytuł dowódcy wojska (magister militum) w Galii. Po obaleniu przez Rycymera władzy cesarza Majoriana i intronizacji Libiusza Sewera Egidiusz przejął, w oddzielonej terytorialnie od reszty Imperium, Galii władzę i utworzył quasi-państwo ze stolicą w Soissons.
Po śmierci Egidiusza władzę objął na krótko Paulus, a następnie syn Egidiusza, Syagriusz. Kontrolował on terytorium północnej Galii aż do bitwy pod Soissons w 486 roku, gdy został pokonany przez Franków Chlodwiga.

## Sprawujący władzę
- Egidiusz (461–464)
- Paulus/Paweł (464–470)
- Syagriusz (470–486)